# 圖圖帕卡火山
圖圖帕卡火山位於秘魯南部，由莫克瓜大區負責管轄，屬於安第斯山脈與中安第斯火山帶的一部分，最高點海拔5,815米。圖圖帕卡火山擁有三座火山，由火山噴發時的岩漿形成，主要的岩石為安山岩和英安岩。最近一次火山噴發是在1902年。

## 氣候與植被
很多中安第斯火山带的火山海拔都超過4,000（13,000英尺） ，氣候寒冷，溫度時常低於零度，降水集中在一月－三月間。圖圖帕卡火山的年降水量為200—560（7.9—22.0英寸）。 仙人掌、香草、秘魯羽毛草、緊密小鷹芹是秘魯西部海拔3,500—3,900（11,500—12,800英尺）的主要植被，另外還有地衣和苔蘚。植被無法在海拔超過4,000（13,000英尺）的地方生存。2003–2012年間位於5,800（19,000英尺）的積雪未融化。